# San Biagio
Koordinaten: 45° 25′ 57″ N, 12° 21′ 1″ O

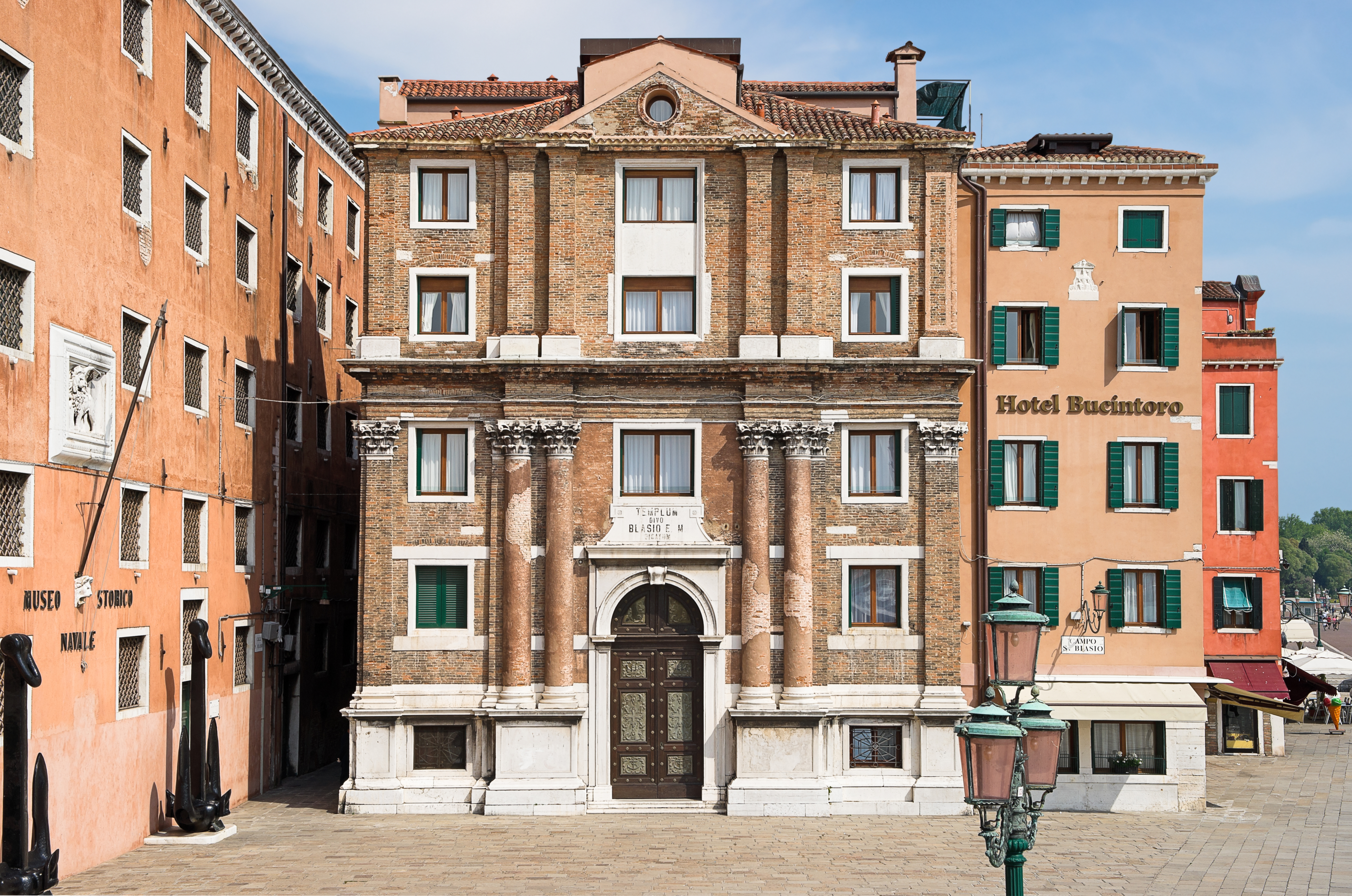
Die Chiesa di San Biagio, unmittelbar neben dem Museo storico navale, dem Museum für Schifffahrtsgeschichte

Die Kirche San Biagio, auch San Biagio ai Forni, liegt am Campo San Biagio im Osten von Venedig, im Sestiere Castello. Patron der Kirche ist der hl. Blasius von Sebaste. Der Zusatz „ai Forni“ (‚bei den Öfen‘) verweist auf die früher hinter der Kirche befindlichen Ziegelöfen für die Werkstätten im nahegelegenen Arsenal. Wenige Schritte südlich verläuft die Riva San Biagio. Dort befindet sich das Museo storico navale. Die Blasiuskirche befindet sich zwar auf dem Gebiet des Patriarchats von Venedig, gehört aber keineswegs zur Diözese Venedig. Sie gehört zum Militärordinariat von Italien, einem Kirchenbezirk, der nach Statuten lebt, die vom Vatikan erlassen wurden. Dem Militärordinariat steht ein Kleriker vor, dem alle Rechte eines Diözesanbischofs zustehen.

## Geschichte
Die Kirche stammt der Überlieferung nach aus dem 9. Jahrhundert, doch ihre heutige Erscheinung verdankt sie einem Umbau des 17. Jahrhunderts. Das erste, dreischiffige Gebäude wurde im byzantinischen Stil errichtet. Im 11. Jahrhundert wurde die Kirche neu errichtet, 1332 umstrukturiert. Die Renovierung der Jahre 1749 bis 1754 erfolgte unter Leitung von Filippo Rossi, 1757 wurde die Kirche wieder geweiht. Die Fassade der Kirche aus istrischem Marmor ist seither von zahlreichen Fenstern durchbrochen. Sechs Säulen mit korinthischen Kapitellen, von denen die jeweils äußeren nur angedeutet sind, tragen einen Dreiecksgiebel mit kreisrunder Öffnung. Dies verleiht dem Gebäude ein profanes Äußeres.

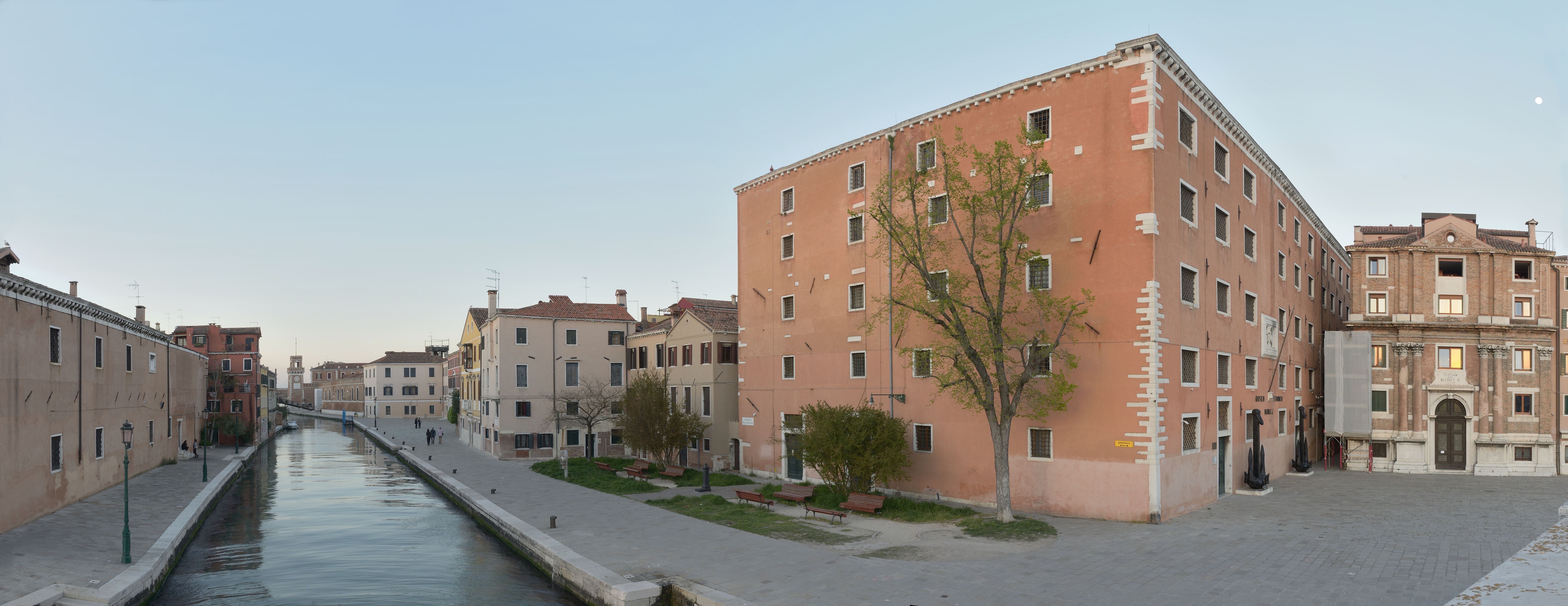
Der Rio dell'Arsenale, an dem der ehemalige Getreidespeicher steht (heute Schifffahrtsmuseum), rechts die Blasiuskirche

Nach der Eroberung Konstantinopels durch die Osmanen im Jahr 1453 flohen zahlreiche Griechen nach Venedig. Viele von ihnen wurden Arbeiter im Arsenal. Ein Dekret des Senats gestattete es der griechischen Gemeinde, ihre Gottesdienste in San Biagio abzuhalten, doch nach der Fertigstellung der Kirche San Giorgio dei Greci im Sestiere Castello im 16. Jahrhundert wanderten die meisten Griechen dorthin ab. Als 1669 die Osmanen Kreta eroberten, kam eine weitere griechische Zuwanderungswelle nach Venedig.
Das Grabmal des Admirals Angelo Emo stammt von dem Bildhauer Giovanni Ferrari (Torretti, 1744–1826). Vom Senat veranlasst stand es zunächst in der Kirche Santa Maria dei Servi im Sestiere Cannaregio.
Napoleon ließ neben zahlreichen anderen kirchlichen Institutionen auch San Biagio schließen. Die gesamte Einrichtung sowie der Kirchenschmuck wurden entwendet. Doch nach dem Einzug der Österreicher in Venedig wurde die Kirche für die österreichische Marine hergerichtet. Diese ließ die Kirche renovieren und einen neuen Bodenbelag einbringen. Aus der ebenfalls geschlossenen Kirche Sant’Anna wurden fünf Altäre nach San Biagio verbracht. In der linken Seitenwand der Kirche San Biagio ruht auf Wunsch des 1847 verstorbenen österreichischen Erzherzogs das Herz von Friedrich Ferdinand Leopold von Österreich, während sein Leichnam in der Chiesa gran priorale dell'Ordine di Malta ruht.
Nach 1866 übernahm die italienische Marine das Gebäude, doch erst 1958 wurden Kirche und Weizenspeicher der Kommune überantwortet, restauriert und umgebaut. Neben der Kirche standen mehrere Getreidespeicher für das Arsenal, die nach dem Ende der Republik abgerissen wurden. Einer dieser Speicher birgt heute das Schifffahrtsmuseum. 2001 wurde die Kirche zur Pfarrkirche für die Militärstreitkräfte, die in Venedig stationiert waren.